# Emulsoidy
Emulsoidy – roztwory koloidalne cieczy w cieczy. Trwałe emulsoidy to inaczej emulsja.